# Ziak-Ixmétovo
Ziak-Ixmétovo (en rus: Зяк-Ишметово) és un poble de Baixkíria, a Rússia, que en el cens del 2010 tenia 682 habitants. Pertany al districte de Iermolàievo.